# Georg Langhammer
Georg Langhammer, född 1721, död 10 december 1790, var en svensk bryggare, riksdagsledamot och politiker.

## Biografi
Georg Langhammer föddes 1721 och var son till sadelmakaren  Jurgen Langhammer (död 1725) och Barbro Lichfelt (1684–1725) i Norrköping. Langhammer arbetade som bryggare i Norrköping och blev senare ålderman. Han avled 1790.
Langhammer var riksdagsledamot för borgarståndet i Norrköping vid riksdagen 1771–1772.

### Familj
Langhammer gifte sig första gången 1752 med Märta Kristina Weiss och andra gången 1758 med Anna Brita Björling.